# Jakarta Open 1996
Il Jakarta Open 1996 è stato un torneo di tennis giocato sul cemento indoor. È stata la 4ª edizione del Jakarta Open, che fa parte della categoria World Series nell'ambito dell'ATP Tour 1996. Il torneo si è giocato a Giacarta in Indonesia dall'8 al 14 gennaio 1996.

## Campioni

### Singolare maschile
Sjeng Schalken ha battuto in finale  Younes El Aynaoui con il punteggio di 6–3, 6–2

### Doppio maschile
Rick Leach /  Scott Melville hanno battuto in finale  Kent Kinnear /  Dave Randall con il punteggio di 6–1, 2–6, 6–1